# Annunciazione (Pere Serra)
L'Annunciazione è un dipinto del pittore Pere Serra realizzato circa nel 1404 e conservato nella Pinacoteca di Brera a Milano.